# 悪魔のコード
『悪魔のコード』（Die Jagd nach dem Schatz der Nibelungen）は、2008年にドイツで製作・放映されたテレビ映画。

## キャスト
- ベンヤミン・サドラー
- ベティーナ・ツィママン
- ハーク・ボーム
- デトレフ・ボーズ

## スタッフ
- 監督：ラルフ・ヒュートナー
- 製作：シュテファン・ライザー、フェリックス・ツァッコー
- 脚本：デレク・マイスター
- 撮影：ハネス・フーバッハ
- 音楽：クラウス・バデルト、イーアン・ハニーマン

## シリーズ
- 悪魔のコード（2008年） - 一作目
- レジェンド・オブ・ロンギヌス（2010年） - 二作目
- トレジャー・ハンターズ アインシュタインの秘宝を追え!（2012年） - 三作目